# Frode Kirkebjerg
Frode Kirkebjerg (n. 10 mai 1888, Malt⁠(d), Danemarca – d. 12 ianuarie 1975, Ordrup⁠(d), Københavns Amt, Danemarca) a fost un sportiv ce a reprezentat Danemarca, medaliat olimpic. A participat la 2 ediții ale Jocurilor Olimpice (1912, 1924) în care a câștigat o medalie de argint.